# 景山春樹
景山 春樹（かげやまはるき、1916年1月9日－1985年7月22日）は、日本の神道・仏教美術学者。

## 経歴
出生から修学期
1916年、滋賀県大津市で生まれた。景山家は比叡山公人の家系であった。國學院大学文学部国史学科で学び、1939年に卒業。
日本美術研究者として
1939年5月、京都市教育局学務課に入職。1941年1月、恩賜京都博物館鑑査員となった。1944年に応召し、1946年に復員。
1947年に文部技官となり、京都国立博物館考古室長兼普及室長を務めた。1964年、学位論文『神道美術の研究』を國學院大學に提出して文学博士の学位を取得。1970年に京都国立博物館学芸課長となり、1976年に退官。
1976年4月からは帝塚山大学教授として教鞭をとった。1977年より木下美術館長を兼ねた。
1985年、滋賀県で死去。死去と同時に正五位に叙せられた。

### 委員・役員ほか
- 滋賀県文化財保護協会理事(1957-1976)
- 大津市文化財専門委員(1963-)

## 受賞・栄典
- 1985年：正五位

## 研究内容・業績
専門は日本美術史で、神道に関連する美術資料の調査を進め、仏教文化史に対して神道美術史という新たな領域を開いた。京都国立博物館に長く勤務し、関西を中心に文化財行政にも貢献した。

## 著作
- 『神道美術の研究』神道史学会編、山本湖舟写真工芸部 1962／新版：臨川書店 1990（神道史研究叢書）
- 『史蹟論攷』山本湖舟写真工芸部 1965
- 『神道の美術』塙書房・塙選書 1965
- 『比叡山』角川新書 1966
  - 改訂版 角川選書 1975
  - 新版 講談社学術文庫 2025。解説井上章一
- 『神体山』学生社 1971、新装改版2001
- 『近江文化財散歩』「文化財散歩シリーズ」学生社 1972
- 『神道美術：その諸相と展開』雄山閣出版 1973、新版2000。大著
- 『仏教考古とその周辺』雄山閣出版 1974
- 『比叡山寺：その構成と諸問題』同朋舎 1978
- 『神像：神々の心と形』法政大学出版局 1978（ものと人間の文化史）
- 『比叡山と高野山』教育社歴史新書 1980
  - 読みなおす日本史：吉川弘文館 2015。解説嵯峨井建
- 『舎利信仰 その研究と史料』東京美術 1986

共編著
- 『比叡山：その自然と人文』北村四郎・藤岡謙六共編、京都新聞社 1961
- 『近江路：史跡と古美術の旅』角川文庫 1967。写真前野隆資
- 『神道美術：日本の美術18』至文堂 1967。図版解説
- 『比叡山：その宗教と歴史』村山修一共著、NHKブックス(日本放送出版協会) 1970
- 『鎌倉　日本絵画館 4』奥平英雄・高崎富士彦共編、講談社 1970
- 『日吉　神道大系64 神社編 29』神道大系編纂会 1983
- 『比叡山Ⅰ 1200年の歩み』（朝日カルチャーブックス）大阪書籍 1986。参加

論文
- CiNii>景山春樹
- INBUDS>景山春樹

## 注
1. 1 2  “物故者記事”.   東京文化財研究所. 2017年3月31日閲覧。
2. ↑  『人物物故大年表』
3. 1 2 3 4 5 6 7  署名なし 1986
4. ↑  『官報』第11452号、昭和40年2月17日、p.19.
5. ↑  『官報』第17563号、昭和60年8月24日、p.10.